# جرير بن حازم
جرير بن حازم (المتوفي في سنة 170هـ) تابعي من رواة الحديث النبوي.

## سيرته
ينتسب أبو النضر جرير بن حازم بن زيد بن عبد الله بن شجاع إلى الأزد ثم عتك، فهو الأزدي العتكي البصري. كان جرير من رواة الحديث النبوي الثقات، وهو والد المحدّث وهب بن جرير. وقد ارتحل جرير بن حازم في كهولته إلى مصر، وحدّث بها، وبها مات سنة 170هـ. قال عبد الرحمن بن مهدي أنه اختلطت رواية جرير بن حازم للحديث، فلما أحس أولاده ذلك منه - وكانوا من رواة الحديث - فحجبوه، فلم يسمع منه أحد في حال اختلاطه شيئًا. ويعد جرير بن حازم آخر من سمع من أبي الطفيل عامر بن واثلة الليثي آخر الصحابة وفاةً.

## روايته للحديث النبوي
- حدث عن: إبراهيم بن يزيد الثاتي المصري القاضي وأسماء بن عبيد الضبعي وأيوب السختياني وثابت البناني وعمه جرير بن زيد وجميل بن مرة وحرملة بن عمران التجيبي المصري والحسن البصري وحميد بن هلال وحميد الطويل وحنظلة السدوسي وزبيد بن الحارث اليامي والزبير بن الخريت والزبير بن سعيد الهاشمي وزيد بن أسلم وسالم بن عبد الله بن عمر بن الخطاب وسلم العلوي وسليمان بن مهران الأعمش وسهيل بن أبي صالح وشعبة بن الحجاج وطاووس بن كيسان وعاصم بن بهدلة ووأبي الطفيل عامر بن واثلة الليثي وعبد الله بن عبيد بن عمير وعبد الله بن أبي مليكة وعبيد الله بن ملاذ الأشعري وعبد الله بن أبي نجيح وعبد الرحمن بن عبد الله السراج وعبد الملك بن عمير وعبيد الله بن عمر وعدي بن عدي الكندي[3] وعطاء بن أبي رباح وعلي بن الحكم البناني وغيلان بن جرير والفضيل بن يسار وقتادة بن دعامة وقيس بن سعد المكي وكلثوم بن جبير ومجالد بن سعيد ومحمد بن إسحاق بن يسار ومحمد بن سيرين ومحمد بن عبد الله بن أبي يعقوب ومنصور بن زاذان ونافع مولى ابن عمر والنعمان بن راشد الجزري وهشام بن حسان ويحيى بن أيوب المصري ويحيى بن سعيد الأنصاري وأخيه يزيد بن حازم ويزيد بن رومان ويعلى بن حكيم ويونس بن يزيد الأيلي وأبي إسحاق السبيعي وأبي رجاء العطاردي وأبي فزارة العبسي وأبي هارون العبدي.[4]
- حدث عنه: الأسود بن عامر شاذان وأيوب السختياني - وهو من شيوخه - وبهز بن أسد وحبان بن هلال وحجاج بن منهال وحسين بن محمد المروذي ورشيدين بن سعد وزيد بن أبي الزرقاء وسفيان الثوري وسفيان بن عيينة وسليمان بن حرب وأبو الربيع سليمان بن داود الزهراني وأبو داود الطيالسي وسليمان بن مهران الأعمش - وهو من شيوخه - وشيبان بن عبد الرحمن النحوي وشيبان بن فروخ وأبو عاصم النبيل[4] وعاصم بن علي بن عاصم الواسطي وعبد الله بن سوار العنبري وعبد الله بن عون وعبد الله بن لهيعة وعبد الله بن المبارك وعبد الله بن وهب وعبد الرحمن بن غزوان المعروف بقراد وعبد الرحمن بن مهدي وأبو نصر التمار وعلى بن عثمان اللاحقي وعمرو بن عاصم الكلابي وأبو نعيم الفضل بن دكين والليث بن سعد ومحمد بن أبان الواسطي ومحمد بن عبد الله الخزاعي ومحمد بن عرعرة السامي ومحمد بن الفضل عارم ومحمد بن يوسف الفريابي ومسلم بن إبراهيم وموسى بن إسماعيل التبوذكي وهدبة بن خالد،وهشام بن حسان - وهو من شيوخه - وأبو الوليد الطيالسي والهيثم بن حميد الأنطاكي ووكيع بن الجراح وابنه وهب بن جرير ويحيى بن آدم ويحيى بن أيوب المصري ويحيى بن سعيد القطان ويزيد بن أبي حبيب ويزيد بن هارون.[5]

## أقوال العلماء فيه
- قال أبو أحمد بن عدي الجرجاني عنه: «مستقيم الحديث صالح فيه، إلا روايته عن قتادة، فإنه روى عن قتادة أشياء لا تتابع يرويها غيره، هو في محل الصدق الا أنه يخطئ أحيانًا وجرير من ثقات الناس، ومن أجلة أهل البصرة ومن رفعائهم.»
- قال أبو الفتح الأزدي: «صدوق خرج عنه بمصر أحاديث مقلوبة، ولم يكن بالحافظ، حمل رشدين وغيره عنه مناكير.»
- قال أبو القاسم بن بشكوال: «اختلط في آخر زمانه، وكان لا بأس به.»
- قال أبو بكر البزار: «ثقة»
- قال أبو حاتم الرازي: «صدوق صالح، تغير قبل موته بسنة، لا بأس به.»
- قال أبو حاتم البستي: «كان يخطئ لأن أكثر ما كان يحدث من حفظه.»
- قال أبو داود السجستاني: «اختلط حتى حجبه ولده.»
- قال أبو عيسى الترمذي: «ربما يهم في الشيء، وهو صدوق.»
- قال أحمد بن حنبل: «جرير كثير الغلط»، وقال مرة: «لم يكن يحفظ»، وقال أخرى: «كان حديثه عن قتادة غير حديث الناس يوقف أشياء ويسند أشياء، ثم أثنى عليه»، وقال صالح: «صاحب سُنّة وفضل»، وقال الأثرم عن أحمد: «حدث بمصر أحاديث وهم فيها، ولم يكن يحفظ.»
- قال أحمد بن شعيب النسائي: «ليس به بأس.»
- قال أحمد بن صالح الجيلي: «ثقة»
- قال أحمد بن صالح المصري: «ثقة»
- وقال ابن حجر العسقلاني: «ثقة، لكن في حديثه عن قتادة ضعف وله أوهام إذا حدث من حفظه»، وقال مرة: «ضعفه ابن سعد لاختلاطه، وصحّ أنه ما حدث في حال اختلاطه.»
- قال الدارقطني: «ثقة»
- قال الذهبي: «ثقة. لما اختلط حجبه ولده، واغتفرت أوهامه في سعة ما روى.»
- قال زكريا بن يحيى الساجي: «صدوق. حدث بأحاديث وهم فيها، وهي مقلوبة، وجرير ثقة.»
- قال شعبة بن الحجاج: «ما رأيت بالبصرة أحفظ من رجلين، من هشام الدستوائي، وجرير بن حازم»، وكان أذا قدم قال: «قد جاءكم هذا الجسور.»
- قال عبد الرحمن بن مهدي: «اختلط. كان له أولاد فلما أحسوا باختلاطه حجبوه فلم يسمع أحد منه في حال اختلاطه شيئا، وهو أثبت من قرة بن خالد.»
- قال علي بن المديني: «ثقة»
- قال علي بن عثمان بن التركماني: «ثقة جليل.»
- قال محمد بن إسماعيل البخاري: «صحيح الكتاب، إلا أنه ربما وهم في الشيء وهو صدوق.»
- قال محمد بن سعد كاتب الواقدي: «ثقة، إلا أنه اختلط في آخر عمره.»
- قال مصنفوا تحرير تقريب التهذيب: «ثقة.»
- قال يحيى بن عبد الحميد الحماني: «نسبه إلى التدليس.»
- قال يحيى بن معين: «أحسن حديثًا من أبي الأشعث وثقة»، وقال مرة: «ليس له بأس، عن قتادة ضعيف، روى عنه أحاديث مناكير.»[2]